# Всемирный день цыганского языка
Всемирный день цыганского языка способствует популяризации цыганского языка, культуры и образования. Он отмечается ежегодно 5 ноября, начиная с 2009 года. Парламент Хорватии официально признал его в 2012 году, а ЮНЕСКО провозгласила 5 ноября Всемирным днём цыганского языка в 2015 году. По состоянию на 2018 год 16 государств-членов Совета Европы признают цыганский язык языком меньшинства в соответствии с Европейской хартией региональных языков или языков меньшинств.

## История
5 ноября 2008 года в Загребе, столице Хорватии, во время презентации первого цыганско-хорватского и хорватско-цыганского словаря, написанного цыганским учёным и политиком Велько Кайтази, представители цыганской общины со всего мира и представители хорватской общественности подписали хартию, которая объявила 5 ноября Днём цыганского языка в Республике Хорватия. Подписание хартии было инициировано и организовано Велько Кайтази и хорватской ассоциацией образования рома «Кали Сара». Хартию подписали около 150 человек.

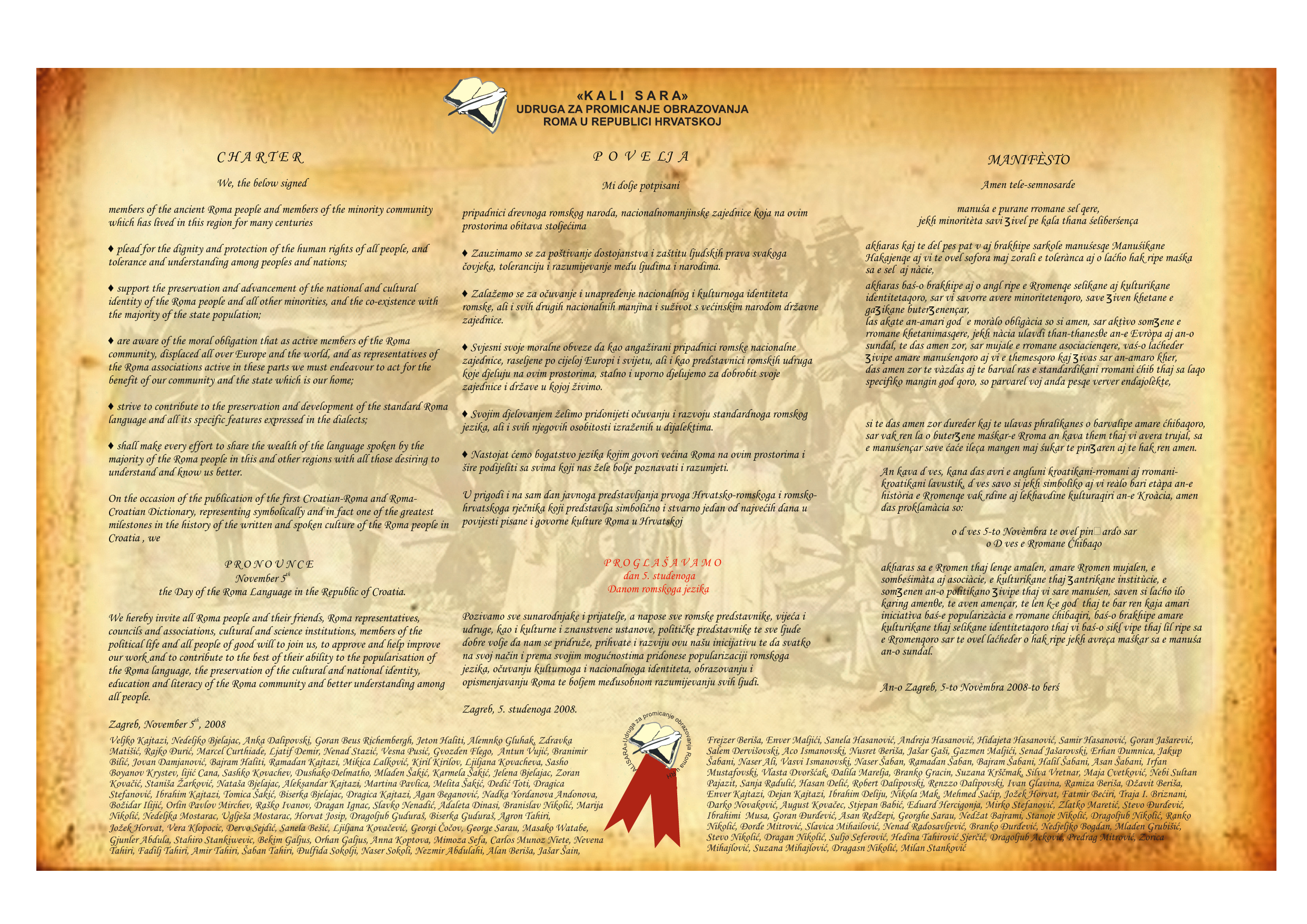
Хартия, провозглашающая 5 ноября Днём языка рома в Республике Хорватия (5 ноября 2008 года, Загреб, Хорватия)

В 2009 году во время Всемирного симпозиума по стандартизации и кодификации цыганского языка, который проходил с 3 по 5 ноября в Загребе, Международный союз цыган и хорватская ассоциация образования рома «Кали Сара» выступили с заявлением о признании 5 ноября Всемирным днём цыганского языка во всех странах, где проживают цыгане. Это событие также ознаменовало первое официальное празднование этой даты.

## Международное признание
Хорватский парламент единогласно (122 голоса за) поддержал международную инициативу по празднованию Всемирного дня цыганского языка 5 ноября на сессии, состоявшейся 25 мая 2012 года, став первым парламентом в мире, поступившим подобным образом. Он также призвал другие национальные парламенты, международные институты и организации, а также всех людей доброй воли в мире присоединиться к инициативе.
По предложению Хорватии ЮНЕСКО провозгласила 5 ноября Всемирным днём цыганского языка в 2015 году.